# Monte (município)

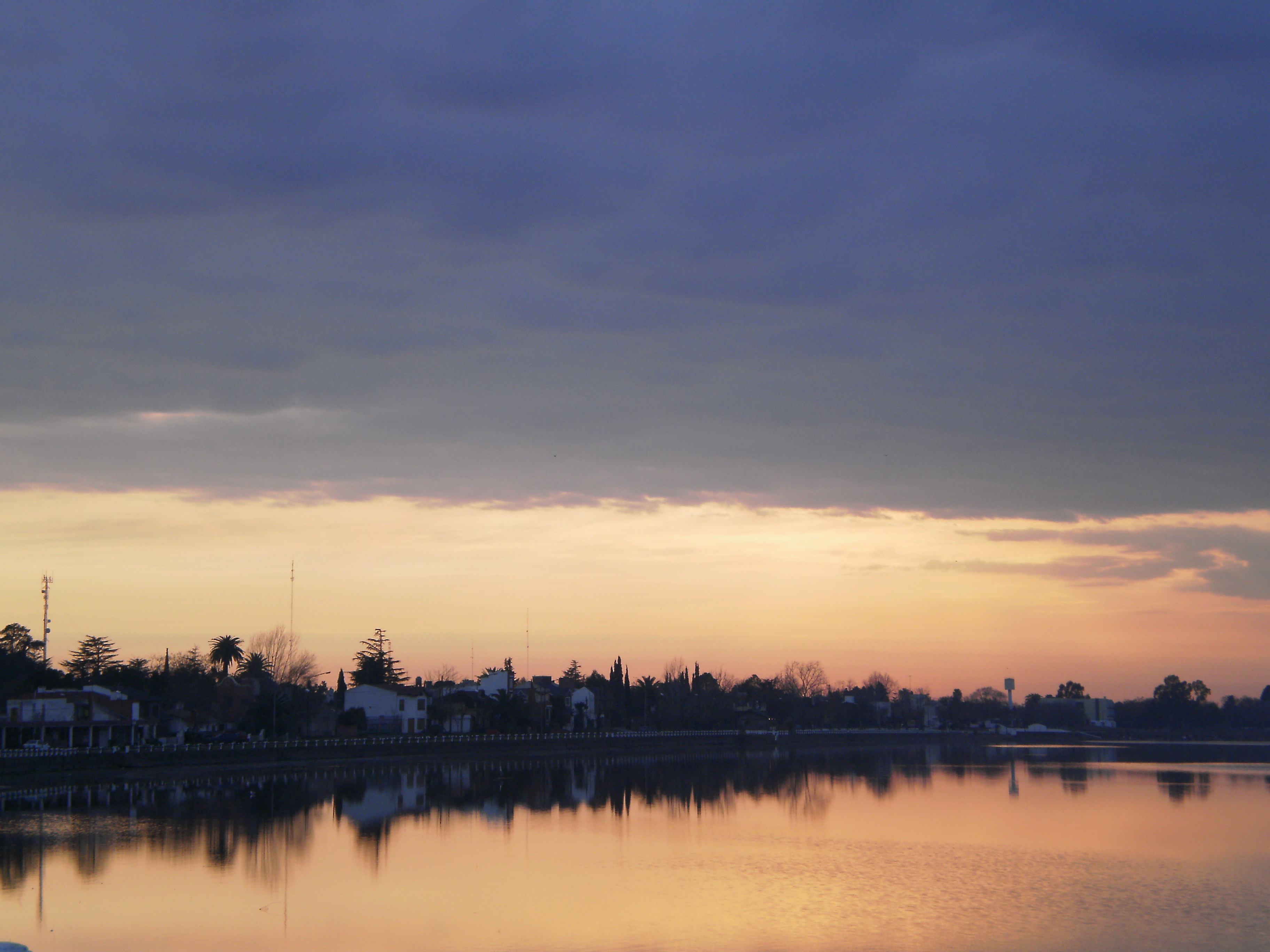
Amanhecer da laguna de San Miguel del Monte

Monte (partido) é um partido (município) da província de Buenos Aires, na Argentina.